# Петрово (Благоевградская область)
Петрово (болг. Петрово) — село в Благоевградской области Болгарии. Входит в состав общины Сандански. Находится примерно в 23 км к юго-востоку от центра города Сандански и примерно в 73 км к юго-востоку от центра города Благоевград. По данным переписи населения 2011 года, в селе  проживало 632 человека, преобладающая национальность — болгары.

## Население
| Год     | 1934 | 1946 | 1956 | 1965 | 1975 | 1985 | 1992 | 2001 | 2011 |
| ------- | ---- | ---- | ---- | ---- | ---- | ---- | ---- | ---- | ---- |
| Жителей | 1300 | 1677 | 1911 | 1679 | 1525 | 1325 | 1144 | 882  | 632  |

|  |